# キム・ポイリアー
キム・ポイリアー（Kim Poirier, 1980年2月6日 - ）はカナダ・ケベック州ドラモンビル出身の女優。
日本では姓が一般的にはポイリアーで通っているが、フランス語が公用語のケベック州の出身なので、姓のPoirierもフランス語発音ではポワリエと読むため、実際にはキム・ポワリエと読むのが近い（『ドーン・オブ・ザ・デッド』の映画パンフレットでもキム・ポワリエの名で表記されている）。

## 来歴
80年にケベック州のドラモンビルに76年のミス・トロントだった女優でモデルだったCarol Laquerreの娘として生まれ、その後、トロントで育つ。英語のほか流暢なフランス語が喋れる。
成人と同時にモデルとして活躍し、数々のTVコマーシャルに出演。
96年にテレビドラマ『PSI FACTOR(サイ・ファクター)超常現象特捜隊』のゲスト出演でデビュー。その後もTVを中心に活躍し、2004年にカナダのSFホラー『スピーシーズX　美しき寄生獣』のコンスタンス役で映画デビュー。さらに同年には『ドーン・オブ・ザ・デッド』で生存者の1人、モニカを演じた。
ヨガ・インストラクターとしても活躍しており、2004年に演技とヨガを組み合わせたワークショップを開催している。

## フィルモグラフィー
| 製作年 | 邦題 原題                                                         | 役名               | 備考                                                                              |
| ------ | ----------------------------------------------------------------- | ------------------ | --------------------------------------------------------------------------------- |
| 1998   | ネイキッド・シティ/裸の町 Naked City: Justice with a Bullet       |                    | テレビ映画                                                                        |
| 1998   | ナオミ・ワッツ ユニコーン・キラー The Hunt for the Unicorn Killer |                    | テレビ映画（クレジットなし） スターチャンネル放映題は『ユニコーン・キラーを追え』 |
| 2000   | キング オブ ポルノ Rated X                                        | ジェイミー         | テレビ映画                                                                        |
| 2001   | ポセイドン Danger Beneath the Sea                                 | リサ・アルフォード | テレビ映画                                                                        |
| 2002   | ラッツ The Rats                                                   | ジェイ             | テレビ映画                                                                        |
| 2002   | アメリカン・サイコ2 American Psycho II: All American Girl         | バーバラ           | オリジナルビデオ                                                                  |
| 2004   | スピーシーズX 美しき寄生獣 Decoys                                 | コンスタンス       | 映画デビュー作                                                                    |
| 2004   | ドーン・オブ・ザ・デッド Dawn of the Dead                         | モニカ             |                                                                                   |
| 2007   | スピーシーズXX 寄生獣の誘惑 Decoys 2: Alien Seduction             | コンスタンス       | オリジナルビデオ 『スピーシーズX 美しき寄生獣』の続編                             |